# Fujoshi
Fujoshi (腐女子, litt. « fille pourrie ») est à l'origine un terme japonais péjoratif désignant le public féminin amateur de yaoi (contenus littéraires et d'animation de relations pornographiques, érotiques ou sentimentales entre personnages masculins), ou BL (acronyme pour boys' love, « amour de/entre garçons »), et des doujinshi (production amatrice de manga) du même acabit.
Son pendant et dérivé masculin est le terme fudanshi (腐男子, litt. « garçon pourri »).

## Sens du terme

### Au Japon
Au Japon, le terme « fujoshi » a dérivé pour finir par désigner les jeunes femmes dédaignant leur apparence, se passionnant pour des domaines a priori réservés aux hommes[réf. souhaitée] et/ou aux femmes plus âgées ou encore ne suivant pas les modes actuelles.
Ce terme représenterait ces « filles moisies » qui seraient déjà hors-jeu dans la quête de l'amour malgré leur jeune âge comme « un fruit gâté dont personne ne voudrait ».

### Dans le reste du monde

#### En Occident
En Occident, son sens se rapproche fortement de la définition originale, au détail près que ce mot y a une connotation dualiste, c'est-à-dire à la fois « positive » et/ou « négative » selon la circonstance et la perception de la notion :
- D'un côté, il peut toujours qualifier péjorativement une amatrice — ou auteur amateur — de ce type de fiction, le plus souvent sur considération de défauts, dérives, abus ou travers (objectifs ou non) associés à cette activité, que cette considération péjorative soit dirigée individuellement (envers la personne concernée), collectivement (envers les fujoshi en général) ou communautairement (envers les fujoshi revendiquées, militantes ou simples passionnées) ou, plus basiquement, envers le genre de fiction en lui-même (qui demeure, eu égard à l'ensemble des nombreux genres de bande dessinée et animation japonaises, une catégorie de niche) ;
- D'un autre côté, le mot a été progressivement utilisé sur Internet de manière revendicative par des adolescentes et jeunes femmes s'identifiant comme telles ; le terme a ainsi acquis par cette réappropriation une connotation également méliorative et communautaire, beaucoup de ces dites adolescentes et jeunes femmes au sein de ce genre de communauté s’auto-proclamant dès lors comme « fujoshi » ou « fan de yaoi/BL ».